# Садулаєв Абдулрашид Булачович
Абдулрашид Булачович Садулаєв (рос. Абдулрашид Булачевич Садулаев; нар. 9 травня 1996, селище Цуриб Чародинського району, Дагестан) — російський борець вільного стилю, шестиразовий чемпіон світу, чотириразовий чемпіон Європи, дворазовий чемпіон Європейських ігор, дворазовий олімпійський чемпіон. Заслужений майстер спорту Росії з вільної боротьби.

## Біографія

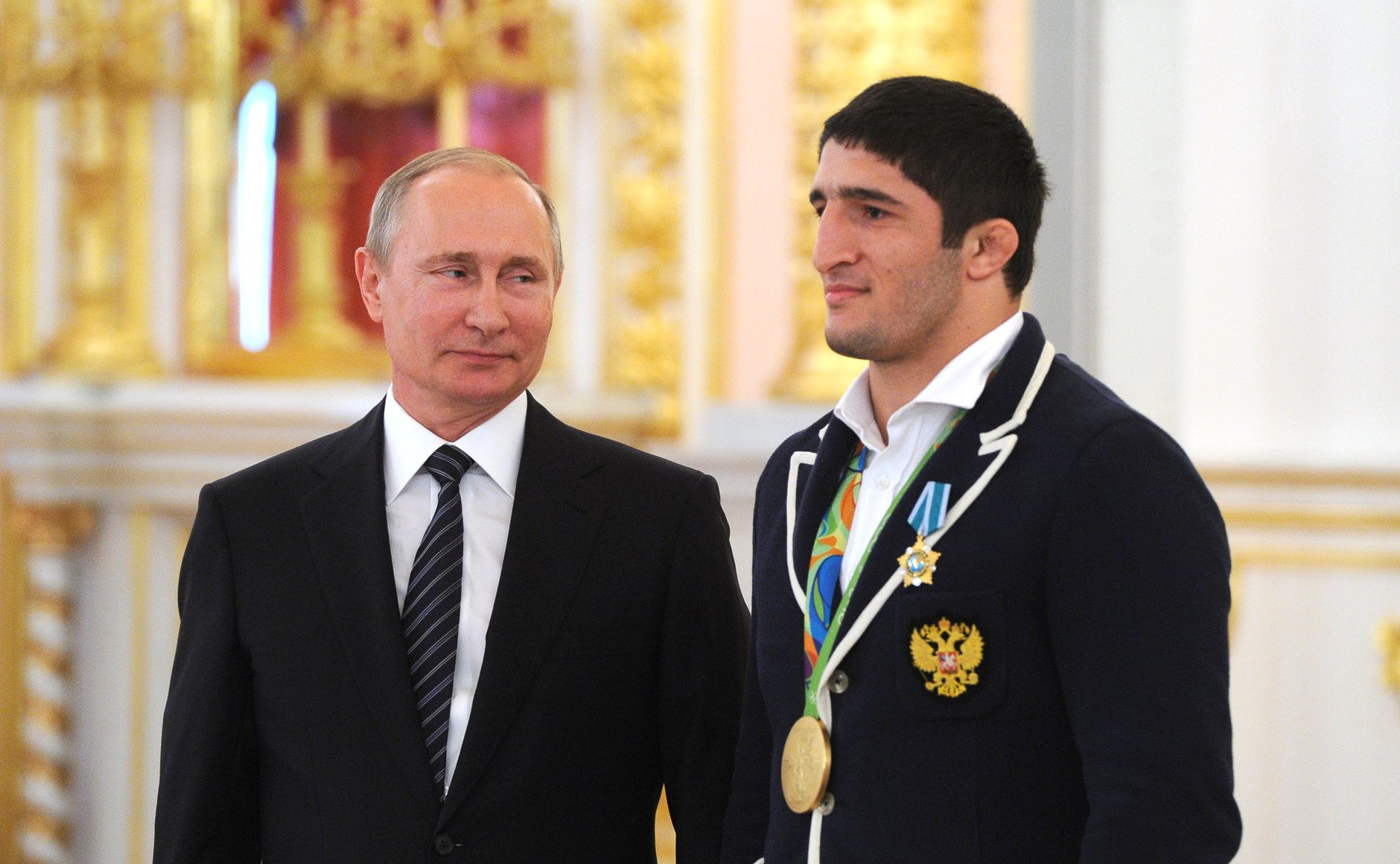
Абдулрашид Садулаєв з Президентом Росії Володимиром Путіним на нагородженні переможців Олімпіади-2016 в Кремлі (25 серпня 2016).

Боротьбою займається з 2005 року. Був чемпіоном світу серед кадетів 2012 та 2013 років. Багаторазовий чемпіон Росії.
На літніх Олімпійських ігор 2016 року в Ріо-де-Жанейро Абдулрашид Садулаєв на шляху до фіналу упевнено переміг всіх суперників, а у вирішальному поєдинку зустрівся з представником Туреччини Селімом Яшаром, уродженцем Інгушетії і переміг його з рахунком 5-0. За останні два роки до Олімпіади Садулаєв не зазнав жодної поразки. Після перемоги у фіналі Олімпіади-2016 Абдулрашид Садулаєв став наймолодшим олімпійським чемпіоном серед російських борців. На момент отримання нагороди йому було 20 років 104 дні. Раніше це досягнення належало Мавлету Батирову, який став олімпійським чемпіоном на літніх Олімпійських іграх 2004 року в Афінах у віці 20 років і 255 днів.
Звкінчив юридичний факультет Дагестанського державного університету.

## Вшанування
Після перемоги на Олімпіаді в Бразилії Президент Росії Володимир Путін вручив у Кремлі Абдулрашиду Садулаєву орден Дружби. Глава Республіки Дагестан Рамазан Абдулатіпов вручив чемпіону орден «За заслуги перед Республікою Дагестан». Він же подарував Садулаєву ахалтекінського скакуна і грошовий сертифікат на 6 мільйонів рублів. Такий же сертифікат отримав тренер борця Шаміль Омаров.

## Спортивні результати на міжнародних змаганнях

### Виступи на Олімпіадах
| Змагання                    | Збірна                     | Вагова категорія          | Місце  |
| --------------------------- | -------------------------- | ------------------------- | ------ |
| Літні Олімпійські ігри 2016 | Росія                      | вільна боротьба, до 86 кг | Золото |
| Літні Олімпійські ігри 2020 | Олімпійський комітет Росії | вільна боротьба, до 97 кг | Золото |

### Виступи на Чемпіонатах світу
| Змагання                        | Збірна                   | Вагова категорія          | Місце  |
| ------------------------------- | ------------------------ | ------------------------- | ------ |
| Чемпіонат світу з боротьби 2014 | Росія                    | вільна боротьба, до 86 кг | Золото |
| Чемпіонат світу з боротьби 2015 | Росія                    | вільна боротьба, до 86 кг | Золото |
| Чемпіонат світу з боротьби 2017 | Росія                    | вільна боротьба, до 97 кг | Срібло |
| Чемпіонат світу з боротьби 2018 | Росія                    | вільна боротьба, до 97 кг | Золото |
| Чемпіонат світу з боротьби 2019 | Росія                    | вільна боротьба, до 97 кг | Золото |
| Чемпіонат світу з боротьби 2021 | Федерація боротьби Росії | вільна боротьба, до 97 кг | Золото |
| Чемпіонат світу з боротьби 2023 | Шаблон:AIN               | вільна боротьба, до 97 кг | 5      |
| Чемпіонат світу з боротьби 2024 | Шаблон:AIN               | вільна боротьба, до 92 кг | Золото |

### Виступи на Чемпіонатах Європи
| Змагання                         | Збірна | Вагова категорія          | Місце  |
| -------------------------------- | ------ | ------------------------- | ------ |
| Чемпіонат Європи з боротьби 2014 | Росія  | вільна боротьба, до 86 кг | Золото |
| Чемпіонат Європи з боротьби 2018 | Росія  | вільна боротьба, до 92 кг | Золото |
| Чемпіонат Європи з боротьби 2019 | Росія  | вільна боротьба, до 97 кг | Золото |
| Чемпіонат Європи з боротьби 2020 | Росія  | вільна боротьба, до 97 кг | Золото |

### Виступи на Європейських іграх
| Змагання              | Збірна | Вагова категорія          | Місце  |
| --------------------- | ------ | ------------------------- | ------ |
| Європейські ігри 2015 | Росія  | вільна боротьба, до 86 кг | Золото |
| Європейські ігри 2019 | Росія  | вільна боротьба, до 97 кг | Золото |

### Виступи на інших змаганнях
| Змагання                                 | Збірна | Вагова категорія          | Місце  |
| ---------------------------------------- | ------ | ------------------------- | ------ |
| Турнір Алі Алієва 2012                   | Росія  | вільна боротьба, до 84 кг | Бронза |
| Золотий Гран-прі з боротьби 2013 (Баку)  | Росія  | вільна боротьба, до 84 кг | Бронза |
| Гран-прі «Іван Яригін» 2014              | Росія  | вільна боротьба, до 86 кг | Золото |
| Турнір Яшара Догу 2014                   | Росія  | вільна боротьба, до 86 кг | Золото |
| Чемпіонат Росії з боротьби 2014          | Росія  | вільна боротьба, до 86 кг | Золото |
| Меморіал Вацлава Циолковського 2014      | Росія  | вільна боротьба, до 86 кг | Золото |
| Турнір Олександра Медведя 2015           | Росія  | вільна боротьба, до 86 кг | Золото |
| Чемпіонат Росії з боротьби 2015          | Росія  | вільна боротьба, до 86 кг | Золото |
| Кубок Алроси 2015                        | Росія  | вільна боротьба, до 97 кг | Золото |
| Меморіал Вацлава Циолковського 2016      | Росія  | вільна боротьба, до 86 кг | Золото |
| Чемпіонат Росії з боротьби 2017          | Росія  | вільна боротьба, до 97 кг | Золото |
| Клубний чемпіонат світу з боротьби 2017  | Росія  | команда                   | 8      |
| Гран-прі «Іван Яригін» 2018              | Росія  | вільна боротьба, до 92 кг | Золото |
| Турнір Дана Колова — Николи Петрова 2018 | Росія  | вільна боротьба, до 92 кг | Золото |
| Чемпіонат Росії з боротьби 2018          | Росія  | вільна боротьба, до 97 кг | Золото |
| Чемпіонат Росії з боротьби 2020          | Росія  | вільна боротьба, до 97 кг | Золото |
| Турнір Алі Алієва 2021                   | Росія  | вільна боротьба, до 97 кг | Срібло |
| Кубок Алроси-Гран-прі Москви 2021        | Росія  | вільна боротьба, до 97 кг | Золото |

### Виступи на змаганнях молодших вікових груп
| Змагання                                      | Збірна | Вагова категорія          | Місце  |
| --------------------------------------------- | ------ | ------------------------- | ------ |
| Чемпіонат світу з боротьби серед кадетів 2012 | Росія  | вільна боротьба, до 76 кг | Золото |
| Чемпіонат світу з боротьби серед кадетів 2013 | Росія  | вільна боротьба, до 85 кг | Золото |
| Чемпіонат Європи з боротьби до 23 років 2016  | Росія  | вільна боротьба, до 86 кг | Золото |